# Joseph Robert Cistone

Wappen von Joseph Robert Cistone

Joseph Robert Cistone (* 18. Mai 1949 in Philadelphia; † 16. Oktober 2018 in Saginaw, Michigan) war ein US-amerikanischer Geistlicher und Bischof von Saginaw.

## Leben
Joseph Cistone studierte Philosophie und katholische Theologie am Priesterseminar Karl Borromäus in Philadelphia. Der Erzbischof des Erzbistums Philadelphia, John Joseph Kardinal Krol, weihte ihn am 17. Mai 1975 zum Priester. Er war in der Seelsorge tätig, ab 1980 am Diözesangericht. 1991 wurde er Regens am Priesterseminar. Von 1998 bis 2009 war er Generalvikar.
Papst Johannes Paul II. ernannte ihn am 8. Juni 2004 zum Weihbischof in Philadelphia und Titularbischof von Casae Medianae. Der Erzbischof von Philadelphia, Justin Francis Kardinal Rigali, spendete ihm am 7. Juni desselben Jahres die Bischofsweihe; Mitkonsekratoren waren die Weihbischöfe in Philadelphia Robert Patrick Maginnis und Michael Francis Burbidge.
Am 20. Mai 2009 wurde er von Papst Benedikt XVI. zum Bischof von Saginaw ernannt und am 28. Juli desselben Jahres in das Amt eingeführt.
Katholischen Medien zufolge wurde Cistone 2012 beschuldigt, ein Geschworenengericht über seine mutmaßliche Beteiligung an der Vernichtung von Dokumenten in Philadelphia in den 1990er Jahren getäuscht zu haben, die Namen potenzieller Täter aus den Reihen des Klerus in Fällen des sexuellen Missbrauchs enthielten. Zu einer Verurteilung kam es nicht. Im Februar 2018 teilte Bischof Cistone mit, bei ihm sei Lungenkrebs diagnostiziert worden. Im darauf folgenden März geriet er wegen einer polizeilichen Durchsuchung seiner Wohnung und weiterer Kirchenräume in die Schlagzeilen. Man warf ihm mangelhafte Kooperation mit den Strafverfolgungsbehörden in zwei Fällen des Missbrauchs durch Priester seiner Diözese vor. Hinweise auf mögliche Vertuschungen wurden bei der Hausdurchsuchung jedoch nicht gefunden.